# مارجريت أوبراين
مارجريت أوبراين (بالإنجليزية: Margaret O'Brien)‏ (و. 1937  م) هي ممثلة مسرحية، وممثلة تلفزيونية، وممثلة أفلام أمريكية، ولدت في سان دييغو.

## جوائز
حصلت على جوائز منها:
- Academy Juvenile Award [الإنجليزية]‏ (1945).

## وصلات خارجية
- مارجريت أوبراين على موقع IMDb (الإنجليزية)
- مارجريت أوبراين على موقع الموسوعة البريطانية (الإنجليزية)
- مارجريت أوبراين على موقع ألو سيني (الفرنسية)
- مارجريت أوبراين على موقع ميوزك برينز (الإنجليزية)
- مارجريت أوبراين على موقع أول موفي (الإنجليزية)
- مارجريت أوبراين على موقع قاعدة بيانات الأفلام السويدية (السويدية)
- مارجريت أوبراين على موقع إن إن دي بي (الإنجليزية)
- مارجريت أوبراين على موقع ديسكوغز (الإنجليزية)
- مارجريت أوبراين على موقع قاعدة بيانات الفيلم (الإنجليزية)
- مارجريت أوبراين على موقع كينوبويسك (الروسية)